# Haworthia harryi
Haworthia harryi är en grästrädsväxtart som beskrevs av M. Hayashi. Haworthia harryi ingår i släktet Haworthia och familjen grästrädsväxter. Inga underarter finns listade i Catalogue of Life.